# Eagle Guardian
Eagle Guardian bezeichnet den 2010 öffentlich bekannt gewordenen regionalen Verteidigungsplan der NATO für Polen und die baltischen Staaten. Er sollte im Falle eines Angriffs Russlands und der Feststellung des kollektiven Verteidigungsfalles nach Artikel 5 des Nordatlantikvertrags aktiv werden. Der Plan wurde im Zuge der Veröffentlichung von Depeschen US-amerikanischer Botschaften durch WikiLeaks einer breiteren Öffentlichkeit bekannt. Einzelheiten wurden bereits Anfang 2010 bekannt.
Der Plan sah den schnellen Einsatz von rund neun NATO-Divisionen aus den USA, Großbritannien, Deutschland und Polen vor, welche den russischen Angriff abwehren sollen. Gleichzeitig würden amerikanische und britische Schiffe deutsche und polnische Ostseehäfen sichern. Mit dem Übungsmanöver "BALTOPS 2010" wurde der Plan erstmals simuliert.

## Hintergründe
Trotz der amerikanischen "Reset-Politik" unter Obama 2009 fühlten sich Polen und die baltischen Staaten weiterhin bedroht durch die Russische Föderation. Mit dem russischen Manöver "Zapad 2009" (Russisch für "Westen 2009"), mit dem präventive Nuklearschläge auf Polen und eine Großinvasion des Baltikums geprobt werden sollten, nahm der politische Druck auf die NATO zu, Pläne für die Verteidigung der östlichen Bündnispartner zu entwerfen.
Ursprünglich war der Plan auf Polen beschränkt, wurde aber auf Estland, Lettland und Litauen am 22. Januar 2010 auf das Baltikum ausgedehnt. Besonders die Cyberangriffe auf Estland 2007 sowie der Georgienkrieg 2008 führten bei den ehemaligen Sowjetrepubliken zu einer wachsenden Unsicherheit in Bezug auf Russland. Der geheimen Verabschiedung durch den NATO-Militärausschuss gingen längere Diskussionen zwischen Polen, den baltischen Staaten, Deutschland und den USA voraus. Insbesondere Deutschland soll eine Verschlechterung der Beziehungen mit Russland befürchtet haben, sollten die Planungen bekannt werden.
Die Bundesrepublik - vertreten durch ihren damaligen NATO-Botschafter Ulrich Brandenburg - blockierte zunächst die Ausdehnung des Verteidigungsplans auf das Baltikum, um die russische Regierung nicht zu verärgern. Doch am 15. Dezember 2009 ergriff Deutschland auf einem Treffen mit dem NATO-Generalsekretär und den NATO-Botschaftern der USA und den vier betroffenen Staaten die Initiative, auch das Baltikum zu involvieren.
Am 22. Januar 2010 beschloss das Military Committee der NATO, den Eventualfall für Polen zu aktualisieren und auf das Baltikum auszudehnen. Als Abstimmungsmodus wurde das "Umlaufverfahren"-Verfahren ohne formale Abstimmung, da kein Militärvertreter Einwände äußerte, gewählt.